# バレンシア語
バレンシア語（バレンシアご、valencià バレンシア語での発音 [valensiˈa] ヴァレンシアー）は、スペインのバレンシア州で公用語とされている言語。言語学では、カタルーニャ語の主要な方言で、バレンシア州で話されているものを指す。
1982年の「バレンシア語の使用および教育に関する法律」では、バレンシア語はバレンシア州固有の言語とされ、市民はバレンシア語の学習と使用の権利があるとされる。2005年6月の調査では、バレンシア州の住民のうち94%がバレンシア語を理解でき、78%が話したり読んだりでき、50％が書くことができる。

## 言語学上の問題

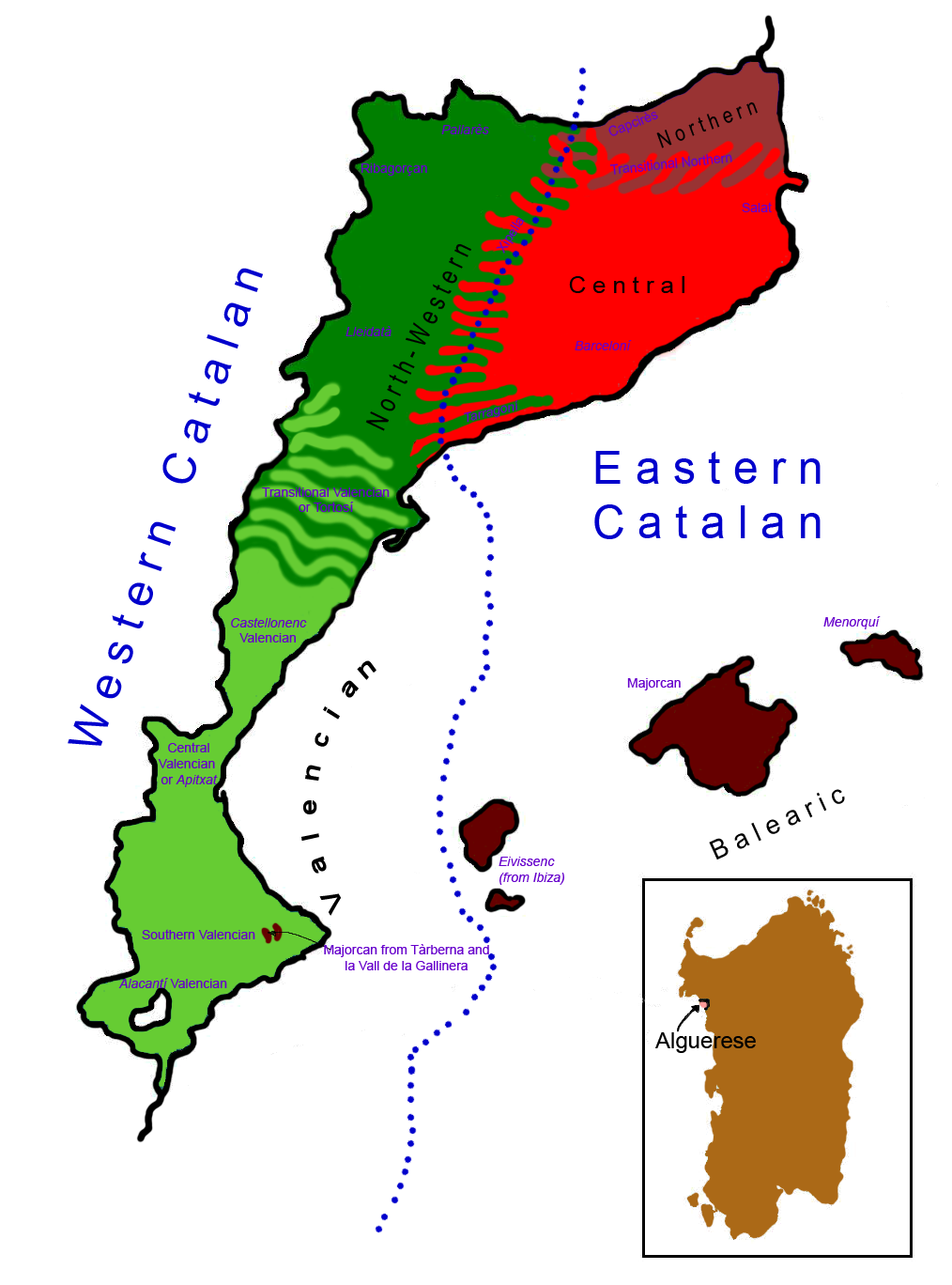
カタルーニャ語の方言地図

言語学者の間で意見が一致しているのは、「バレンシア語」はバレンシア州で話されているカタルーニャ語の方言だということである。「バレンシア語」という言葉は、バレンシア州の方言をカタルーニャ語全体または「バルセロナのカタルーニャ語」（中央カタルーニャ語グループ）から区別するために用いられる。この意味では、バレンシア語は西カタルーニャ語の一方言と考えることができる。西カタルーニャ語には、ラ・フランジャ（アラゴン州東部）、アンドラ、カタルーニャ州のリェイダ県とタラゴナ県の南半分で話されている方言も含まれる。

### 名称
言語学者のあるグループ（ほとんどはバレンシア語アカデミーから来た者）は、「バレンシア語」をカタルーニャ語地域全体で話されている言語の名前としても使うこと、つまり「バレンシア語」を「カタルーニャ語」と同義語にすることを提案した。この言語学的かつ政治的なコンセプトは新しいものではない。バレンシア州の自治法では、バレンシア語とカスティーリャ語が公用語とされている。
2006年5月スペインの最高裁判所は、バレンシア州内閣が1995年に出した教育に関する命令を取り消す決定を下した。取り消された命令とは、カタルーニャ州とバレアレス諸島州が発行するカタルーニャ語の資格はバレンシア州では適用されないというものである。

### バレンシア語の方言

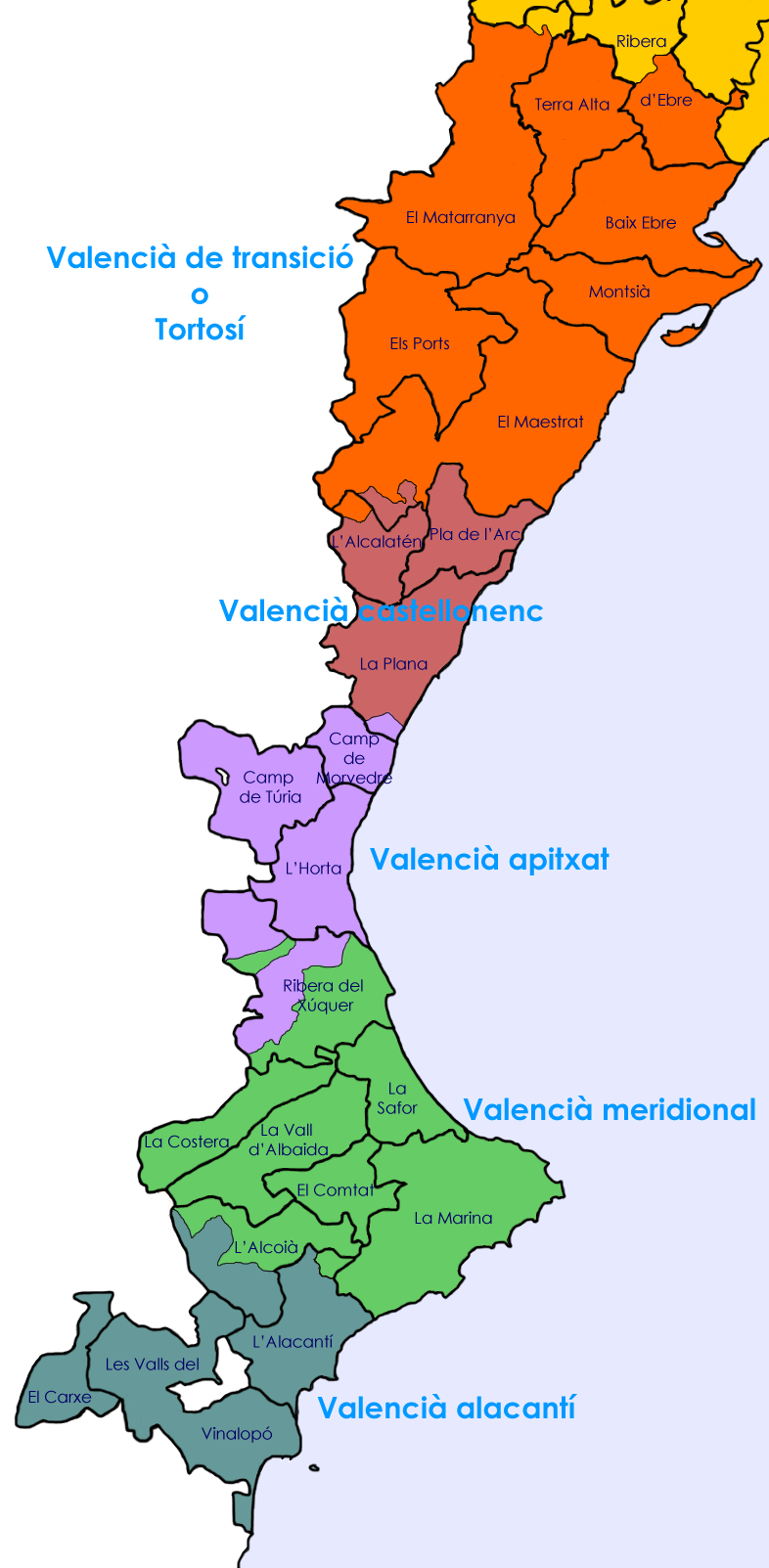
バレンシア語の変異

- 北バレンシア方言：カステリョン県北部のベニカルロやビナロス、アラゴン州テルエル県のマタラニャ地域、カタルーニャ州タラゴナ県のトゥルトーザを取り囲む州境地域で話される。語末の"r"が不定詞形では発音されない（"kan'tar"ではなく"kan'ta"となる）、"el, els"の代わりに古い冠詞"lo, los"が使われる（lo xic, los hòmensなど）といった特徴を持つ。
- カステリョン方言：カステリョン・デ・ラ・プラナを中心に話される。標準的な"a"の音の代わりに"e"を使うので区別しやすい。たとえば"Als matins ell cante en la dutxa"（朝にシャワーの中で彼は歌う）では"canta"が"cante"となる。
- 中央方言（apitxat）：バレンシア市を中心に話される。バレンシア州の中心地であるが、テレビやラジオは中央方言を標準とは見なしていない。2つの特徴がある。
  - 有声の歯擦音が無声になる。ほかの地域で['dʒove], ['kaza]（若い男、家）と発音されるものが['tʃove] ['kasa]となる。リバゴルサ方言と共通する特徴。
  - 単純過去が残っている。ほかのカタルーニャ語地域では「行く＋不定詞」の過去形となるものが、代わりに単純過去になる。たとえば、"ahir vaig anar a passejar"ではなく"ahir aní a passejar"（私は昨日散歩に行った）となる。
- 南方言：バレンシア県とアリカンテ県の間の地域で話される。標準的なバレンシア語とされている方言である。おもな特徴は母音調和である。二音節の単語の後ろの音節がAで、前の音節がEやOのときは、前の音節に引きずられる。"terra" [tɛrɛ]（地球）、"porta" [pɔɾtɔ]（ドア）、"dona" [dɔnɔ]（女性）など。
- アリカンテ方言：アリカンテ県の南部で話される。ムルシア州のカルチェ地域では、多くの特徴が東カタルーニャ方言と共通する。

## 言語か方言か？

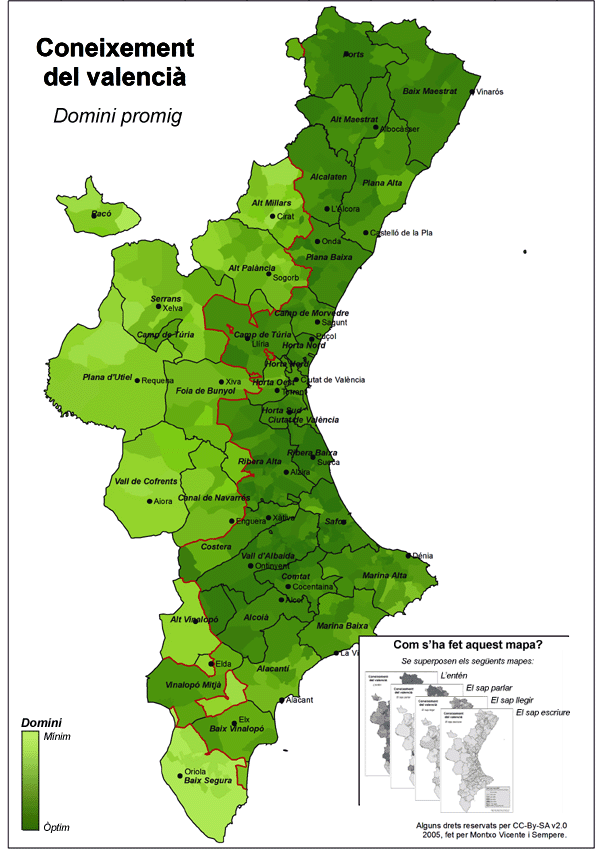
バレンシア語を理解できる人の割合。2001年の調査による。

学会では、バレンシア語の起源はカタルーニャ語にあり、レコンキスタによってバレンシア王国となった地域に持ち込まれた言語であると広く認められている。カスティーリャ語が南方の新カスティーリャ地域やアンダルシアに広まったように、アラゴン王国からアラゴンとカタルーニャの人間がバレンシアに移住したとされる。カタルーニャの南西地域の言葉とバレンシア語が似ているのは、その地域からの移住者が多かったためと推定されてきた。
しかし、アラゴンの学者アントニオ・ウビエト・アルテタはその著書『バレンシア王国の起源』で、ハイメ1世が残した記録の数字に基づき、レコンキスタと14、15世紀の間、カタルーニャからの移住者はたった5%だったと示している。バレンシアの人口の70%はモサラベ（イスラム支配下のキリスト教徒）とムーア人のままで、11%がカスティーリャから、10%がアラゴン王国から、7%が外国からだったとしている。
もっとも、大規模な人口の移動がなくても言語が変化する例は多い。たとえば、アイルランド、ウェールズ、スコットランドでは、移住がほとんどなくても、数世代で在来の言葉が英語に入れ替わった。
バレンシア人のアイデンティティは、何世紀もの政治的な展開の結果であり、バレンシア人はカタルーニャのアイデンティティを受け入れたり拒否したりしてきた。2つの地域にはしばしば軋轢も生まれた。こうした歴史的な要因のために、バレンシアで話される方言の地位について言語学的な陣取り争いが起きたのも不思議ではない。スペイン政府とバレンシア自治政府による現在の公式な定義はあいまいである。バレンシアの自治法ではバレンシア語は独自の言語であると解釈できるが、バレンシア語の規則を定める州公式の言語学アカデミーはバレンシア語をカタルーニャ語の一種としている。
言語学的な見地では、バレアレス諸島、ルシヨン（フランスのカタルーニャ語地域）、とりわけアルゲーロの方言よりも、バレンシア語はカタルーニャ州のカタルーニャ語に近い。にもかかわらず、そうした方言はすべてカタルーニャ語の方言と見なされており、書かれるときには標準カタルーニャ語の文法に従う。対照的にバレンシア語には別の標準があるが、バレンシア語とカタルーニャ語の標準文法は完全に互いに理解可能である。公式には、バレンシア語の標準はバレンシアの言語学アカデミーによって制定される。しかし、バレンシアで制定される以外の部分は、カタルーニャの研究機関によって定められるカタルーニャ語のルールに従うのが一般的である。
バレンシアの自治法ではバレンシア語を「valencià」と呼んでいるが、これは15世紀以来伝統的に使われてきた名称である。Lo Rat Penat という私的な団体は、バレンシア語を別の規則で綴ることを主張しており、バレンシア語とカタルーニャ語の規則を分ける試みは、地域主義者や右翼の政治家に支持されている。しかし、学会からはそうした理論は支持されていない。

## 独自の言語とする理論
バレンシア語がカタルーニャ語とは独立した言語であると主張する理論は、バレンシアにおける言語の起源を論じるものがほとんどである。
もっとも流布している理論の一つは、アンダルスが征服されたあとにおいても、住民が話していたロマンス語であるモサラベ語から発展したものだとするものである。後になって、この言語はカタルーニャ語、プロヴァンス語、カスティーリャ語から単語を借用し、バレンシア語になったとする。しかし、この理論はモサラベ語の資料によって否定されている。おもに、モサラベ語由来の地名、たとえば「Campos」がバレンシア語と特徴を共有しないためである。
別の理論では、バレンシア語はカタルーニャ語とともに古オック語から直接派生したとされる。古オック語は征服王ハイメ1世の宮廷とともにバレンシアにもたらされたとする。ハイメ1世はモンペリエで生まれ、古オック語はトルバドゥールの言葉だったからである。しかし、バレンシアが征服された当時は、実際にはカタルーニャ語とオック語は混同されていたことに注意する必要がある。カタルーニャ語とオック語は詩の朗誦では同じ伝統を共有していたものの、話されるときは別であった。カタルーニャのトルバドゥールは、書くときと話すときでは別の言語になることを知っていた。ハイメ1世の時代に先立つ資料、たとえば「Homilies d'Organyà」では、カタルーニャ語とオック語は違うものであることがはっきり分かる。
こうした理論の支持者は、言語学アカデミーが発表するバレンシア語の標準を批判する。現在のバレンシア語の標準は、理論上は異なるはずのカタルーニャ語との混合物に見えるからである。

## 政治的な問題
バレンシア語の地位は、1970年代から80年代のスペインの民主化の過程で、小さいが刺激のある問題であり続けた。現在でも感情に訴える問題である。一般的には、バレンシア語が独自の言語であるとするのはバレンシア州で認められた政治的な権利である。右翼の政治家の主張によれば、カタルーニャ人、特にカタルーニャの地域主義者はバレンシアの独自性を否定し、カタルーニャ語地域を政治的に統合しようとしているとする（彼らはパン・カタラニズムと呼んでいる）。
一方、カタルーニャの政治家の多くは、バレンシアの右翼はカタルーニャ人が言語帝国主義者であるように描くためにこの問題を利用しており、バレンシアとカタルーニャ以外のスペインで中央集権主義右翼の支持を集めるためであると批判する。またカタルーニャの政治家は、バレンシアの言語的な独自性を熱心に擁護するものの多くが、その言語を話せない事実を指摘する。
バレンシア語を巡る最近の議論は、2004年に欧州憲法の投票が行われた際に起きた。スペイン政府は憲法の翻訳をバスク語、カタルーニャ語、ガリシア語、バレンシア語でEUに提出したが、カタルーニャ語とバレンシア語の版はほとんど同じであった。スペイン政府はカタルーニャ語の同一性を公言しているにもかかわらず、憲法上の制約からカタルーニャ語とバレンシア語の版を別に用意すると主張した。バレンシア州の自治法では「地域の言語」を「バレンシア語」と呼んでいるが、カタルーニャ州やバレアレス諸島州では「カタルーニャ語」と呼んでいるためである。